# Ieltsí (Iúriev-Polski)
|  | Per a altres significats, vegeu «Ieltsí». |

Ieltsí (en rus: Ельцы) és un poble de l'óblast de Vladímir, a Rússia, segons el cens del 2010 tenia 15 habitants. Pertany al districte municipal de Iúriev-Polski.